# 雪花酪
雪花酪，有時也稱炒冰，螞蟻上樹，是一種常見於中國河南，河北等地的冰品。將甜牛奶或者奶粉倒入凍鐵板炒製或者機製的冰沙，再撒上花生碎、芝麻、紅豆、綠豆、山楂碎或時令水果。冰沙入口即崩，具有顆粒感。